# Samwel Nyamai Mailu
Samwel Nyamai Mailu (7 febbraio 1993) è un mezzofondista e maratoneta keniota.

## Palmarès
| Anno | Manifestazione           | Sede | Evento                     | Risultato | Prestazione | Note                          |
| ---- | ------------------------ | ---- | -------------------------- | --------- | ----------- | ----------------------------- |
| 2023 | Mondiali corsa su strada | Riga | Mezza maratona individuale | Bronzo    | 59'19"      | Miglior prestazione personale |
| 2023 | Mondiali corsa su strada | Riga | Mezza maratona a squadre   | Oro       |             |                               |

## Campionati nazionali
2022
- 23º ai campionati kenioti, 10000 m piani - 29'58"33

## Altre competizioni internazionali
2022
- Argento alla Maratona di Francoforte ( Francoforte sul Meno) - 2h07'19"

2023
- Oro alla Maratona di Vienna ( Vienna) - 2h05'08"

2024
- Oro alla Mezza maratona di Riga ( Riga) - 1h00'21"

2025
- 7º alla Maratona di Barcellona ( Barcellona) - 2h06'47"
- Bronzo alla Mezza maratona di Barcellona ( Barcellona) - 59'40"
- Oro alla Mezza maratona di Amburgo ( Amburgo) - 1h01'03"